# Tocantinia
Tocantinia, podrod roda Hippeastrum, lukovičastih geofita iz porodice zvanikovki., dio potporodice Amaryllidoideae. Kao rod opisan je 2000. godine otkričem vrste T. mira u dolini rijeke Tocantins u Brazilu. Najnovija istraživanja (2019) priznaju ga kao podrod roda Hippeastrum.
Godine 2016. otkrivene su još dvije vrste na području države Bahia.

## Vrste
1. Hippeastrum dutilhianum (Büneker, R.E.Bastian & C.M.Costa) Christenh. & Byng, Tocantinia dutilhiana Büneker, R.E.Bastian & C.M.Costa
2. Hippeastrum mirum (Ravenna) Christenh. & Byng , Tocantinia mira Ravenna
3. Hippeastrum stigmovittatum (Büneker, R.E.Bastian & C.M.Costa) Christenh. & Byng, Tocantinia stigmovittata Büneker, R.E.Bastian & C.M.Costa

## Vanjske poveznice
- Tocantinia